# Broken (песня)
«Broken» — песня группы Seether при участии солистки группы Evanescence Эми Ли.
Коллективная работа группы Seether и вокалистки Эми Ли. Эми Ли участвовала в написании партитуры для струнных с Double G.
«Broken» была написана за годы до того, как Шон Морган начал встречаться с Эми Ли. Когда Seether создавал Disclaimer в 2002, группа хотела сотрудничать с Эми Ли, это было ещё до того, как мир услышал о группе Evanescence. Записывающая компания задерживала проект с песней до тех пор, пока через 2 года сборник саундтреков для Punisher не был скомпилирован.
Это первый сингл с альбома The Punisher: The Album («Step Up» Drowning Pool — второй) и первый сингл с ремикса Seether на Disclaimer II.